# Abraham de Vries (pintor)

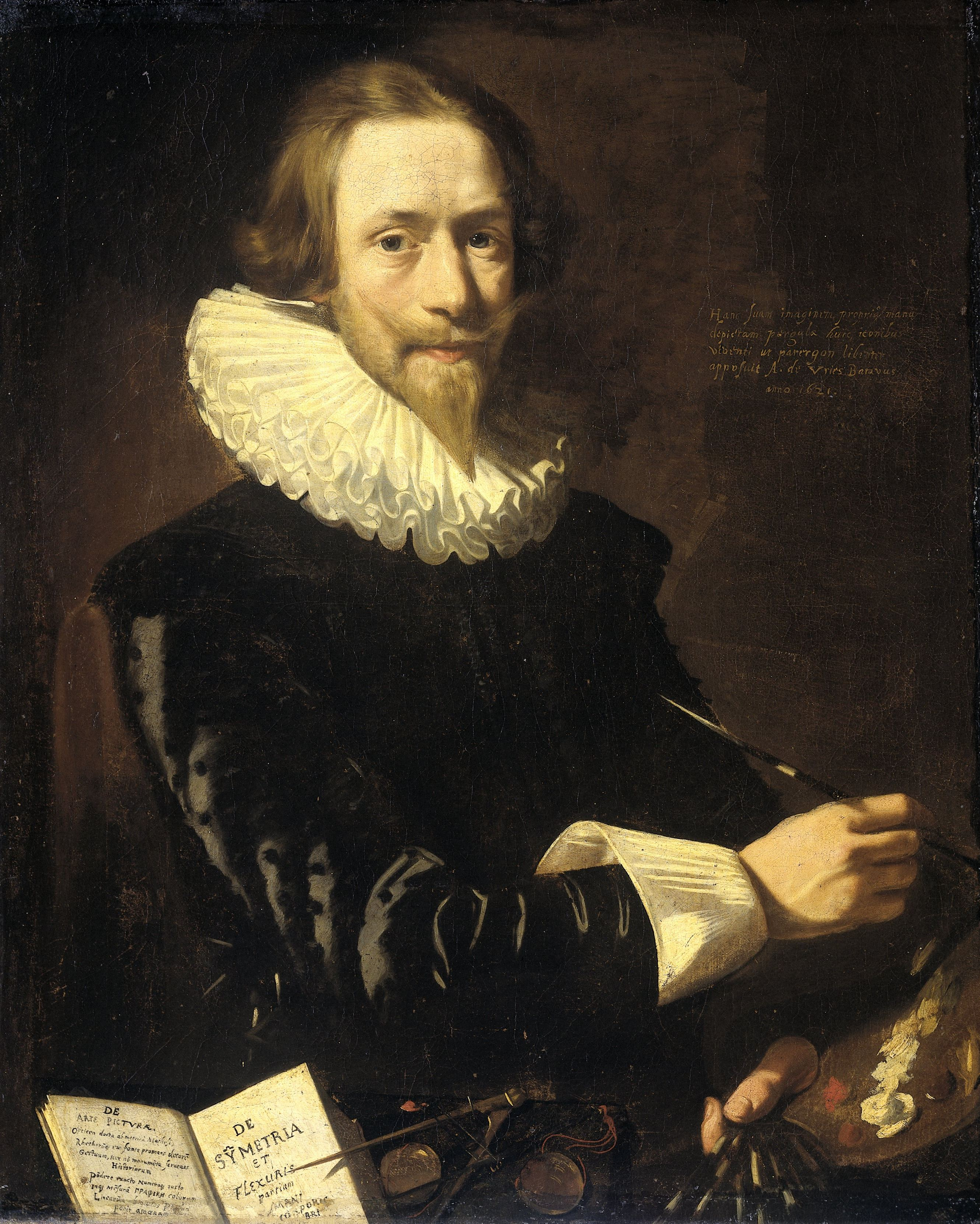
Autorretrato, 1621

Abraham de Vries (hacia 1590-1649 o 1650) fue un pintor holandés que fue considerado uno de los principales retratistas de su época. Llevó un estilo de vida itinerante y trabajó en Francia, Amberes y la República Holandesa, por lo que sus cualidades estilísticas son difíciles de precisar.

## Trayectoria
Se sabe poco sobre la vida juventud y la formación de Abraham de Vries. En la actualidad se cree generalmente que el artista nació en La Haya ya que cuando se unió al Gremio de San Lucas de La Haya en 1644 pagó los honorarios de un nativo de la ciudad. En el pasado, se creía erróneamente que era nativo de Róterdam. Es posible que viajara a Francia ya en 1613 si la fecha en un dibujo de paisaje realizado en Lyon ese año es correcta. En 1617, el artista estaba registrado en la administración de la iglesia de Róterdam.

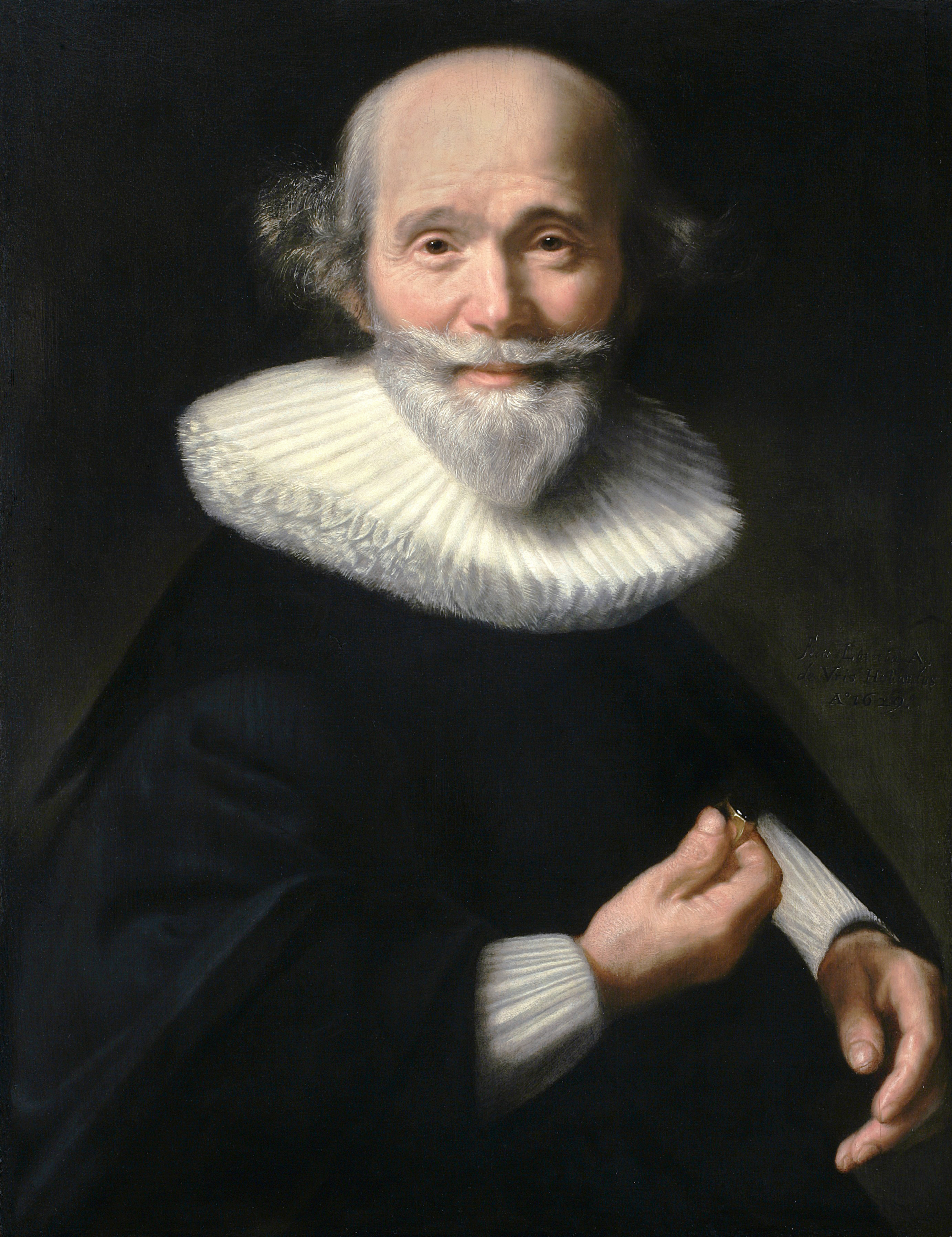
Retrato de un hombre que muestra un anillo

De Vries viajó al sur de Francia (y posiblemente a Italia) en la década de 1620. Durante su período de residencia en Aix-en-Provence alrededor de 1623-1624 fue maestro del artista flamenco Jan Cossiers, que había viajado desde su Amberes natal al sur de Francia. De Vries también pasó temporadas en Toulouse, Montpellier (1625), Burdeos (1626) y París (1627-1628). Durante su estancia en Francia conoció al destacado científico y humanista francés Nicolas-Claude Fabri de Peiresc, amigo íntimo de Rubens. De Vries conoció a Rubens en persona en 1629 durante una de sus estancias en París.

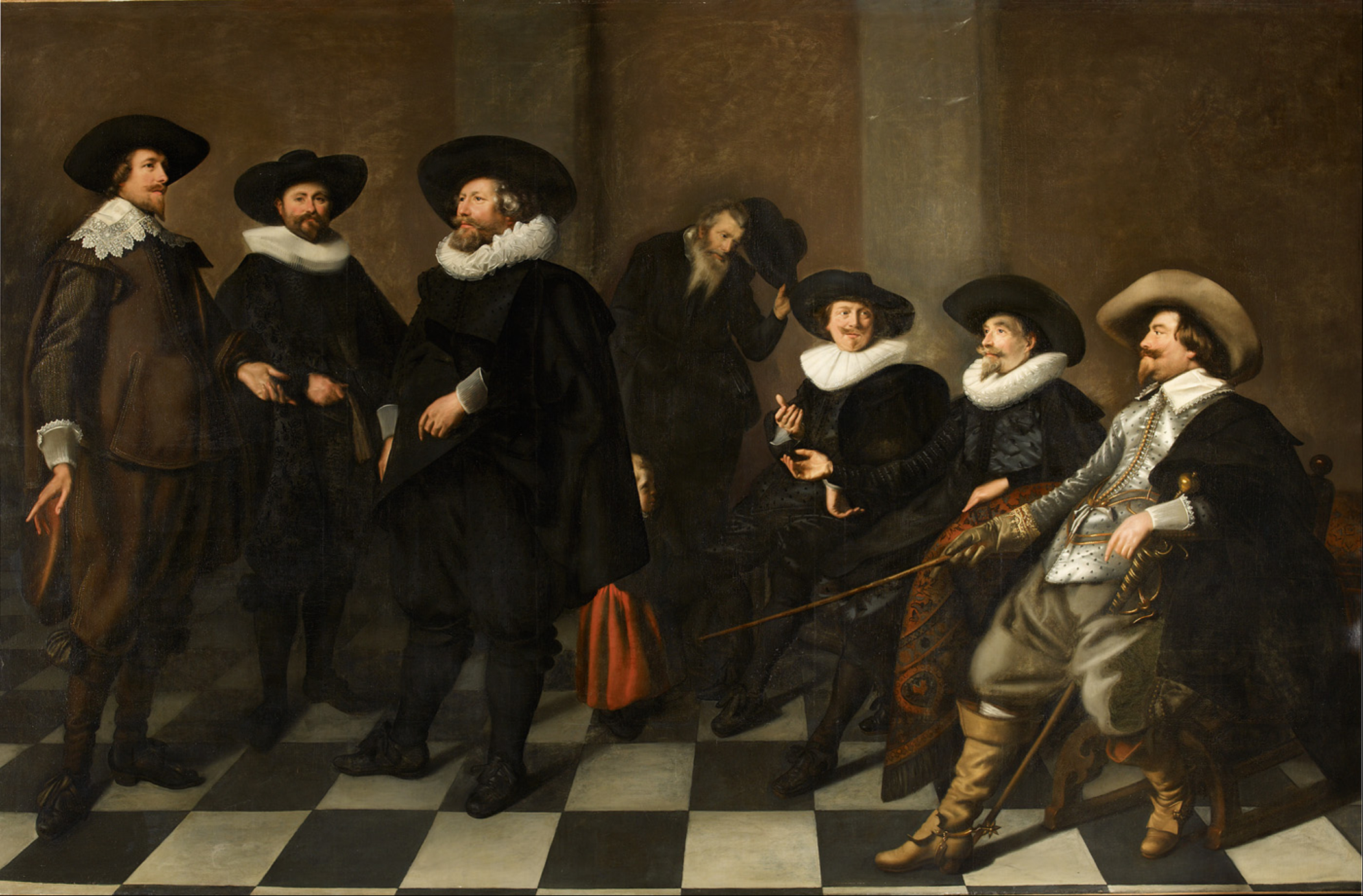
Los regentes del orfanato de Ámsterdam

Después de su regreso al norte volvió a hacer varios viajes a París y Amberes. Fue registrado en Amberes en 1628 y nuevamente en 1634 cuando se convirtió en miembro del Gremio de San Lucas local en julio de 1634. El cardenal-infante Fernando de Austria, gobernador de los Países Bajos españoles, vio un retrato de De Vries durante su visita a Amberes el 20 de abril de 1635. Esto llevó a una invitación para trabajar en la ciudad de la corte, Bruselas, donde su trabajo se consideró superior al de Anthony van Dyck. Estuvo en Bruselas en 1636, como atestigua su inscripción en un retrato que dice que fue hecho en Bruselas.
En 1639-1640 hay registros de la presencia de De Vries en Róterdam. Fue registrado en La Haya en 1643 y se convirtió en miembro del Gremio de San Lucas de La Haya en 1644. Hizo su testamento en La Haya en 1648. Varias fuentes indican que De Vries murió en 1649 o 1650 en La Haya.

## Obra
Abraham de Vries es conocido principalmente por sus retratos, aunque, según algunos informes, también pintó algunos paisajes. Un ejemplo de sus paisajes es un temprano Paisaje montañoso con un puente de madera (1613, Prentenkabinet, Rijksmuseum, Ámsterdam), un dibujo que probablemente fue hecho durante una estancia en Lyon, en Francia.

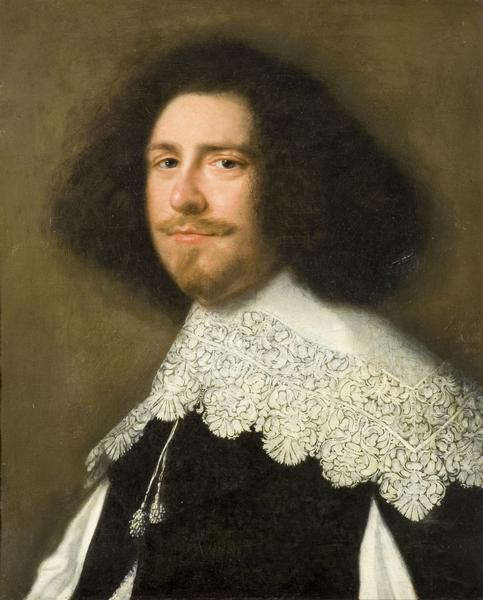
Retrato de un caballero

Sus primeras obras recuerdan las obras de artistas contemporáneos de Ámsterdam y La Haya como Thomas de Keyser y Jan van Ravesteyn. En su Autorretrato de 1621, el artista se describió a sí mismo como un pintor erudito. Desde finales de la década de 1620 hasta la de 1630 había una clara influencia flamenca reconocible en sus retratos, como se ve en el Retrato de Simon de Vos de 1634 (Maagdenhuismuseum, Amberes). Este retrato del pintor de Amberes Simon de Vos muestra un dinamismo similar al de los retratos de van Dyck. Un dinamismo flamenco similar se puede ver en su Retrato de un hombre con un anillo de 1629 ( Musée du Petit Palais, Aviñón). La formulación texturizada de la piel y la apariencia suave del cabello desde mediados de la década de 1630 en adelante muestran la influencia de los retratistas de Amberes de ese período. La combinación en sus retratos de características holandesas y flamencas no es diferente a la que se muestra de artistas que trabajaban en La Haya como Adriaen Hanneman.

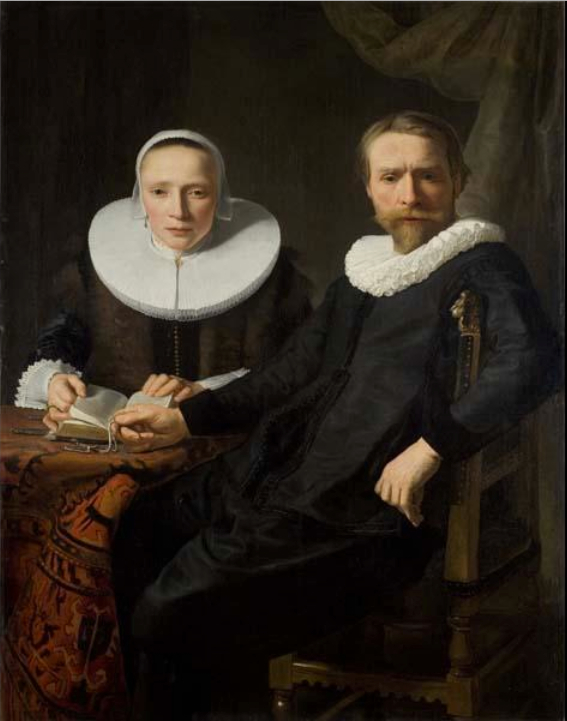
Un retrato doble de un matrimonio

En la década de 1640, la escena artística de Ámsterdam había caído bajo el hechizo del retrato artístico de Rembrandt. Los retratos de Rembrandt enfatizaron el carácter y la personalidad de sus modelos a través de su fisonomía, más que por medio de símbolos e iconografía. Abraham de Vries tampoco pudo resistir a la influencia de este nuevo estilo pictórico en sus retratos. La influencia fue tan fuerte que su Retrato de un caballero holandés (1647, Galería Nacional de Victoria, Melbourne) durante algún tiempo se atribuyó erróneamente a Rembrandt.
Abraham de Vries también pintó los llamados ' retratos de grupo de regentes ', es decir, retratos de grupo de un consejo de administración, llamados regentes de una organización o gremio de caridad. Un ejemplo de su acercamiento original a este género, que fue muy popular en la pintura holandesa del Siglo de Oro, es su Regents of the Burgerweeshuis orphanage en Amsterdam (1633, Amsterdam Museum). En el retrato de grupo se muestran los regentes que fueron responsables de la importante renovación del orfanato Burgerweeshuis en Ámsterdam durante los años 1630-1634. La disposición de la composición es muy original: de Vries dividió a los regentes en dos grupos: un grupo del lado izquierdo está compuesto por figuras de pie y el otro del lado derecho por figuras sentadas. En el fondo, en medio de la composición, un miembro del personal del orfanato conduce a una pequeña niña huérfana a su habitación y, por lo tanto, une a los dos grupos. Abraham de Vries pudo haber sido el primer artista en presentar a un niño como un "atributo" en un retrato de grupo de los regentes. El retrato de los regentes todavía está '' in situ '' en la pared para la que fue diseñado en el despacho del regente del orfanato.
En el Retrato de un caballero (1630-1640, Beecroft Art Gallery) de Vries empleó una técnica única para representar el ancho cuello de encaje de la modelo: aplicó la pintura con el pulgar. Un examen minucioso revela sus huellas digitales aún visibles en la pintura. Pintó varios retratos de bodas en los que el hombre se sitúa a la izquierda y la mujer a la derecha, lo cual era inusual para esa época.